# Sigara saileri
Sigara saileri är en insektsart som beskrevs av Wilson 1953. Sigara saileri ingår i släktet Sigara och familjen buksimmare. Inga underarter finns listade i Catalogue of Life.